# Gino Fechner
Gino Fechner (* 5. September 1997 in Bochum) ist ein deutscher Fußballspieler. Der Mittelfeldspieler steht seit Sommer 2021 beim SV Wehen Wiesbaden unter Vertrag. Fechner ist der Sohn des ehemaligen Bundesliga-Verteidigers Harry Fechner.

## Werdegang

### Verein
Fechner begann beim SV Eintracht Grumme mit dem Fußballspielen, bevor er im Alter von sieben Jahren 2004 bereits in die Jugend des VfL Bochum wechselte. Dort durchlief er alle Jugendklassen und spielte, in der Saison 2013/14 erstmals in der B-Junioren-Bundesliga. In der folgenden Saison spielte er mit der U19 in der A-Junioren-Bundesliga. 2015 wechselte er zu RB Leipzig und wurde auch dort Mitglied der U19, bekam aber von Anfang an auch Einsatzzeiten in der zweiten Mannschaft der Roten Bullen in der Regionalliga. Insgesamt spielte er bis 2017 35 Ligaspiele für RB Leipzig II. Zweimal gehörte er zum Kader der ersten Mannschaft in der 2. Bundesliga, kam jedoch nicht zum Einsatz. Nachdem im Sommer 2017 die zweite Mannschaft der Leipziger vom Spielbetrieb abgemeldet wurde, wechselte Fechner zum 1. FC Kaiserslautern. Sein Debüt für die Roten Teufel gab er am 30. Juli 2017 bei der 3:0-Niederlage am 1. Spieltag gegen den 1. FC Nürnberg, bei der er in der 60. Minute eingewechselt wurde.
Am 10. Mai 2018 gab der 1. FC Kaiserslautern nach dem feststehenden Abstieg in die 3. Liga bekannt, dass Fechner einen neuen Vertrag bis 2020 unterschrieben hat. Ende August 2020 wechselte er zum Ligakonkurrenten KFC Uerdingen und unterschrieb dort einen Vertrag für die Saison 2020/21. Nach 33 Einsätzen in der Dritten Liga zieht es Fechner weiter nach Hessen. Beim Ligakonkurrenten SV Wehen Wiesbaden unterschreibt er einen Zweijahresvertrag bis Juni 2023. In seiner ersten Spielzeit kam er hier auf 28 Pflichtspieleinsätze, einer davon in der 1. Runde des DFB-Pokals gegen Borussia Dortmund (0:3). Sein erstes Tor für Wehen Wiesbaden erzielte er am 15. April 2023 beim 2:0-Sieg gegen den TSV 1860 München.

### Nationalmannschaft
2014 wurde Fechner erstmals für die U-18-Nationalmannschaft nominiert. Sein Debüt gab er am 13. November 2014 beim 4:0-Sieg über die Niederlande. Am 4. September 2015 gab er unter Trainer Marcus Sorg erstmals sein Debüt für die deutsche U-19-Nationalmannschaft. Mit ihr bestritt Fechner auch drei Spiele der U-19-Fußball-Europameisterschaft 2016, bei der die Mannschaft nach der Vorrunde ausschiedt. Von 2016 bis 2017 absolvierte er dann 11 Partien für die deutsche U-20-Nationalmannschaft.

## Erfolge
- Aufstieg in die 2. Bundesliga: 2023